# Scheich-Dyrri-Tekke

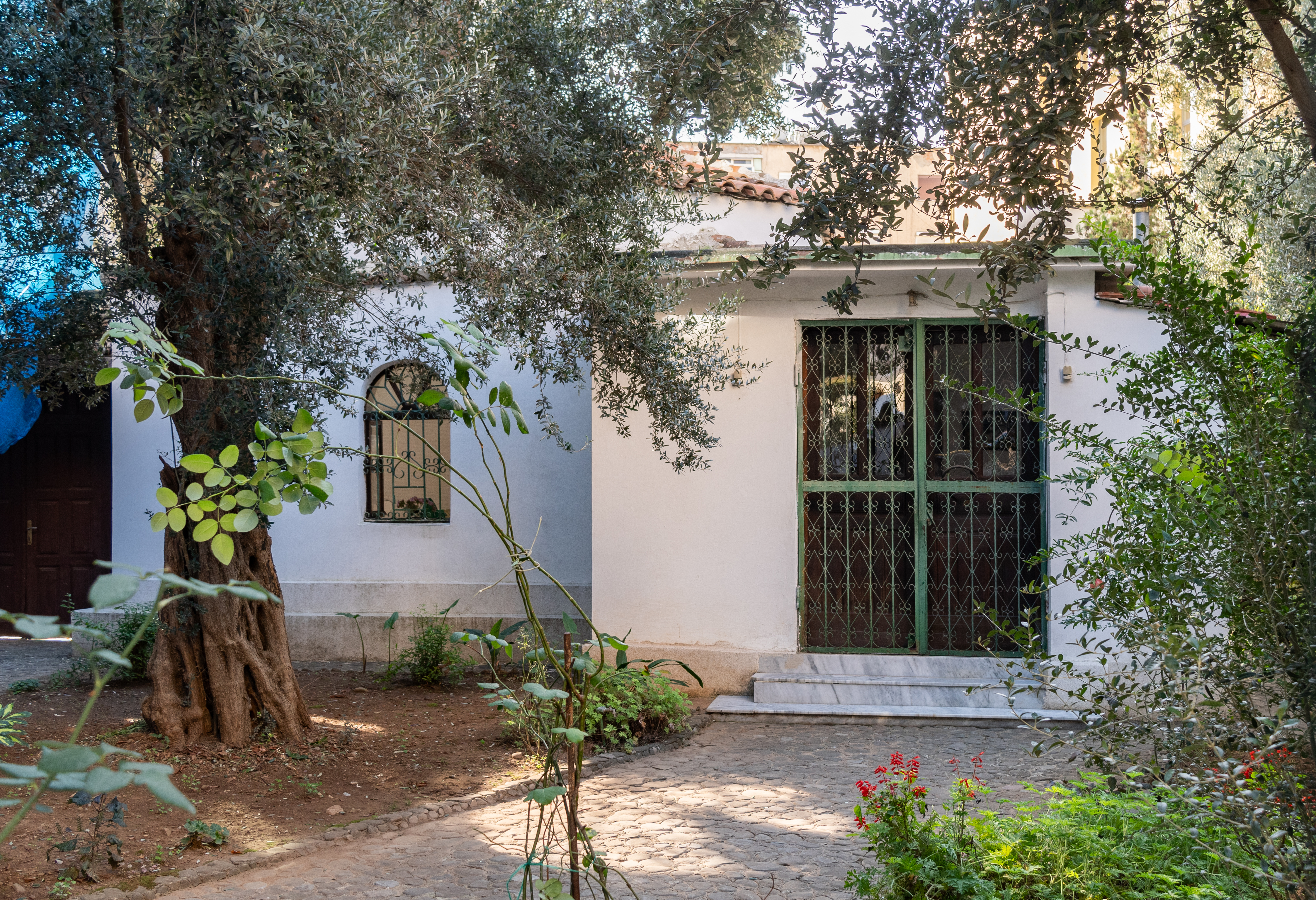
Die Tekke mit kleinem Garten (2024)

Die Scheich-Dyrri-Tekke (albanisch Teqja e Sheh Dyrrit) ist eine Tekke des Sufi-Ordens der Kadiri in Tirana, der Hauptstadt Albaniens. Sie liegt in der Rruga e Barrikadave im Zentrum Tiranas nordöstlich vom Skanderbeg-Platz direkt neben der Mittelschule Sami Frashëri.
Die Tekke diente nicht nur als Gotteshaus, sondern auch als Wohnhaus des Scheichs und seiner Familie. Entsprechend gleicht der Baustil einem ortsüblichen Wohnhaus. Sie wurde am Ende des 18. oder zu Beginn des 19. Jahrhunderts erbaut. Auch eine kleine Türbe mit drei Gräbern gehörte zur Tekke; diese wurde 1967 im Rahmen des Religionsverbots in Albanien zerstört. Der geschlossene Kalksteinbau, vermutlich aus der Mitte des 19. Jahrhunderts, war fünfeckig und trug einen achteckigen Tambour.
Eine weitere Tekke der in Albanien kleinen Kadiri-Sekte, die mindestens gleichaltrige Tekke des Derwisch Hatixhe, liegt gleich in der Nachbarschaft. Andere Tekken des Ordens gab es in Berat, Elbasan, Peqin und Peshkopia.
Die Tekke wurde im Jahre 1963 – während der kommunistischen Diktatur in der Sozialistischen Volksrepublik Albanien – zu einem nationalen Kulturdenkmal der Kategorie 1 erklärt. In den Jahren 1964 und 1965 wurden Restaurierungsarbeiten durchgeführt.
Nach 1990 wurde das Gebäude wiederhergestellt. Die Tekke ist in Privatbesitz.